# Sauce mère
|  | Flytteforslag Denne side er foreslået flyttet til grundsovs. Klik her for at se flytteforslaget. |

|  | Flytteforslag Denne side er foreslået flyttet til basissovs. Klik her for at se flytteforslaget. |

|  | Flytteforslag Denne side er foreslået flyttet til modersovs. Klik her for at se flytteforslaget. |

I det franske køkken er sauces mères (dansk: modersaucerne, oftere omtalt som grundsaucer, grundsovse, basissovse), eller grandes sauces, en gruppe af saucer som mange andre saucer (fransk: petites sauces) baseres på. Der har været forskellige klassificeringer af grundsaucer siden det 19. århundrede.
Den mest almindelige klassificering af grundsaucer tilskrives kokken Auguste Escoffier og er baseret på de klassificeringer, som han præsenterede i sin banebrydende 2. udgave af Le guide culinaire fra 1903:
- Sauce béchamel: Hvid sauce, baseret på mælk tyknet med en hvid roux.
- Sauce espagnole: Brun sauce, baseret på en brun fondreduktion og tyknet med en mørk roux. Ingredienser er typisk stegte ben, bacon og tomat (purérede og/eller friske).
- Sauce tomate: Udover tomater indeholder denne sauce typisk også gulerødder, løg, hvidløg, smør og mel, samt svine- eller oksefond.
- Sauce velouté: Lys sauce, lavet ved at reducere en klar fond (lavet fra ikke-stegt ben) og tyknet med en ved roux. Velouté er fransk for "fløjlsagtig".
- Sauce hollandaise: Varm emulsion af æggeblomme, smeltet smør og citronsaft eller eddike.

Den første udgave af den franske Le guide culinaire inkluderede ikke sauce hollandaise som en "grande sauce", men beskrev separat mayonnaise - en kold emulsion af æggeblomme med olie og eddike - som en grundsauce blandt de kolde saucer; denne blev udskiftet i den 2. udgave.

## Historie
Konceptet med grundsaucer går mindst 50 år tilbage i forhold til Escoffiers klassificering. I 1844 skrev det franske magasin Revue de Paris: "Oui ne savez-vous pas que la grande espagnole est une sauce-mère, dont toutes les autres préparations, telles que réductions, fonds de cuisson, jus, veloutés, essences, coulis, ne sont, à proprement parler, que des dérivés?" (dansk: "Ved du ikke, at den store sauce espagnole er en grundsauce (eller modersauce), hvor alle forberedelser, såsom reduktioner, jus, veloutéer, essencer og coulier, strengt taget, er afstamninger?")
Forskellige klassificeringer af franske saucer i grundsaucer og undersaucer har været foreslået af flere kokke gennem tiden, hvilket har skabt et varieret antal og udvalgt af saucer.

### Klassificering af Marie Antoine Carême
I 1833 udgav Marie Antoine Carême en klassificering af franske saucer i sin referencekogebog L’art de la cuisine française au XIXe siècle (dansk: "Fransk madlavningskunst i det 19. århundrede"). I stedet for moder- eller grundsaucer kaldte han dem Grandes et Petites sauces (altså "store" og "små" saucer).
I denne kogebog definerede Carême klassificeringen af saucer og noterede fire grandes sauces:
- Espagnole
- Velouté
- Allemande
- Béchamel

Carême klassificerede de følgende som petites sauces:
- Poivrade

- Suprême
- Tomate
- Hollandaise
- Mayonnaise

### Klassificering af Jules Gouffé
Den franske kok og pâtissier Jules Gouffé, udgav i 1867 Le livre de cuisine comprenant la grande cuisine et la cuisine de ménage (dansk: "Kogebogen om mad og hjemlig mad").
I denne bog noterede Gouffé tolv grundssaucer (han brugte begge termerne grandes sauces og sauce mères).
- Espagnole Grasse (federe)
- Espagnole Maigre (slankere)
- Velouté Gras (federe)
- Velouté Maigre (slankere)
- Allemande (velouté tyknet med æg)
- Béchamel à l’ancienne (gammeldags béchamel)
- Béchamel de volaille (fjerkræsbéchamel)
- Béchamel maigre (slankere)

Poivrade brune (brun)
- Poivrade Blanche (hvid)
- Poivrade Maigre (slankere)
- Marinade

### Klassificering af Auguste Escoffier
Den banebrydende kok Auguste Escoffier, er anerkendt for at have etableret vigtigheden af saucerne espagnole, velouté, béchamel og tomate såvel som hollandaise og mayonnaise. Hans bog Le guide culinaire blev udgivet første gang i 1903. Bogens oplag fra 1912 noterer fire "Grandes Sauces de base" som:
- Espagnole
- Velouté
- Béchamel
- Tomate

Escoffier noterede hollandaise som en undersauce i Le guide culinaire. Han placerede mayonnaise i kapitlet om kolde saucer og beskrev den som en grundsauce for kolde saucer. Han sammenlignede den med espagnole og velouté.
I 2. oplag fra 1907 (især i den engelske udgave, A Guide to Modern Cookery) noterer Escoffier fem grundsaucer ved at inkludere hollandaise blandt de oprindelige fire. I den engelske udgave udelod han kommentarerne fra den franske version omkring mayonnaise som en kold grundsauce.

## Saucer
Mange saucer, ofte omtalt som datter- eller undersaucer, kan afledes af moder- eller grundsaucer:

### Sauce béchamel
(Hovedartikel: Bechamelsauce)
Béchamel er en mælkebaseret sauce, tyknet med en hvid roux og typisk tilsmagt løg, muskatnød eller timian.

#### Afledninger af béchamel
- Créme
- Mornay
- Soubise
- Ecossaise
- Nantua

### Sauce espagnole
(Hovedartikel: Sauce espagnole)
Espagnole er en kraftigt smagende sauce lavet af en mørk brun roux og en brun fond, som regel af okse eller kalv, og tomater eller tomatpuré.

#### Afledninger af espagnole
- Demiglace
  - Poivrade
  - Grand veneuer
  - Bigarade

### Sauce Velouté
(Hovedartikel: Sauce velouté)
Velouté er en lys sauce lavet ved at reducere en klar fond (lavet fra ikke-stegte ben), som regel kalv, kylling eller fisk, og tyknet med en hvid eller lys roux. Velouté er det franske ord for fløjlsblød.

#### Afledninger af velouté
- Allemande
  - Poulette
- Cardinal
- Fjerkræsvelouté
  - Suprême
  - Albuféra
- Fiskevelouté
  - Bercy
  - Normande

### Sauce tomate
(Hovedartikel: Tomatsauce)
Escoffiers beskrivelse af sauce tomate er en tomatsauce lavet af ved, saltet svinebryst, en mirepoix af gulerødder, løg og timian og en hvid fond.

#### Afledninger af tomate
- Bolognaise
- Portugaise
- Milanaise

### Sauce Hollandaise
(Hovedartikel: Hollandaisesauce)
Hollandaise er en varm emulsion baseret på æggeblomme, klaret smør og tilsmagt med citronsaft eller eddike.

#### Afledninger af hollandaise
- Bérnaise
  - Foyot
  - Plaoise
  - Choron
- Sauce Bavaroise
- Créme Fleurette
- Sauce Maltese
- Sauce Noisette

### Mayonnaise
(Hovedartikel: Mayonnaise)
Mayonnaise er en emulsion af æggeblomme og olie, serveret kold og tilsmagt med citronsaft, eddike og krydderier.

#### Afledninger af mayonnaise
- Rémoulade
- Tartarsauce
- Gribiche
- Samourai

## Læs også
- En introduktion til de fem franske saucer[14] (engelsk)